# Aleksei Fokin
Aleksei Fokin (Volgogrado, 29 de agosto de 1997) es un jugador de balonmano ruso que juega de extremo derecho en el CSKA Moscú. Es internacional con la selección de balonmano de Rusia.
Su primer gran campeonato con la selección fue el Campeonato Mundial de Balonmano Masculino de 2019.

## Clubes
| Club                 | País  | Año         |
| -------------------- | ----- | ----------- |
| HC Kaustik Volgograd | Rusia | 2016 - 2019 |
| CSKA Moscú           | Rusia | 2019 - Act. |